# Crambophilia
Crambophilia är ett släkte av fjärilar. Crambophilia ingår i familjen nattflyn.
Kladogram enligt Catalogue of Life:
| Crambophilia | \| \| Crambophilia majorcula \| \| \| \| \| \| Crambophilia minorcula \| \| \| \| |
|              | \| \| Crambophilia majorcula \| \| \| \| \| \| Crambophilia minorcula \| \| \| \| |
|              | Crambophilia majorcula                                                            |
|              |                                                                                   |
|              | Crambophilia minorcula                                                            |
|              |                                                                                   |